# Legacy of Jazz
Legacy of Jazz（レガシー・オブ・ジャズ）は、JFNCのラジオ番組。

## 概要
2003年10月放送開始。番組が独自に選んだジャズの名盤の中から毎回1枚を紹介。ジャズ発祥以来、これまでに世界で発表されてきた多くのジャズアルバムの中から、ジャズの歴史に残る数々の楽曲を放送している。番組のタイトル曲に使用されているのはジョン・コルトレーンのジャイアント・ステップスである。
2012年9月で終了。後番組は、山中千尋がナビゲーターを担当するJazz Reminiscence。

## 出演
- ジェームス天願

## ネット局と放送時間
放送時間はすべてJST時刻。
- FM青森 （金曜21:00-21:25）
- FM岩手 （日曜24:30-25:00）
- FM山形 （土曜19:30-20:00）
- レディオ・ベリー （日曜27:00-27:30）
- FM長野 （土曜24:30-25:00）
- FMとやま（日曜20:10-20:40） - 2005年頃に金曜深夜に放送されており、その後一旦打ち切ったが2007年10月に復活した。
- HELLO FIVE（日曜24:00-24:30）
- 岐阜エフエム放送（日曜22:00-22:30）
- FM愛知 （日曜18：00－18：30）- 2010年4月より。
- e-radio （日曜24:30-25:00）
- FM佐賀 （日曜24:00-24:30）
- FM熊本 （日曜9:00-9:25）
- FM大分 （金曜20:30-20:55）
- FM沖縄 （土曜24:00-24:30） - 2009年7月より。

## 過去にネットしていた局
- ふくしまFM （土曜11:00-11:25） - 2010年3月に終了。
- TOKYO FM（金曜26:30-27:00） - 2008年2月以来11ヶ月ぶりに金曜深夜26:30の枠で復活したものの、2009年4月改編で打ち切られた。近年、復活と打ち切りを繰り返している。
- FM OSAKA （日曜8:30-8:55） - 2007年8月～9月の2ヶ月間のみ放送して打ち切ったが2009年4月に復活した。しかし6月ごろ、ネットを終了している。
- Kiss-FM KOBE（土曜26:00-26:30）- 度重なる復活と打ち切りを繰り返している。最近では、2010年3月6日-27日の1カ月間、放送された。
- 岡山エフエム放送　（土曜24:30-24:55） - 度重なるネットと打ち切りを経て、2009年7月4日より再度ネット開始したが、12月26日で放送を終えた。